# Майориан
Флавий Юлий Валерий Майориан (лат. Flavius Iulius Valerius Maiorianus), римски император, управлявал през април 457 - август 461 година.
Майориан се възкачил на трона на Западната римска империя по волята на главнокомандващия (magister militum), германеца Рицимер, след като близо половин година тронът останал свободен. Роден в знатна римска фамилия, може би с илирийски или италийски произход, Майориан се отличил като военен командир по времето на Аеций, побеждавайки франките в Галия и алеманите в Италия. Той бил предложен от Валентиниан III като един от възможните кандидати за престолонаследник, но това предизвикало недоволството на Аеций, и Майориан бил принуден да напусне службата.
По време на военния бунт срещу император Авит, той служи като magister equitum (началник на конницата) при командира на западните войски – германеца Рицимер, който именно издига кандидатурата на Майориан за император близо до Равена (1 април 457 г.), пет месеца след детронирането на Авит. По-късно същата година Майориан бива признат от източния император Лъв I Тракиец, и е официално коронован в Рим (28 декември). Тъй като самият Рицимер е варварин по произход, той не би могъл да бъде законен римски император.

## Управление
Майориан е може би последният сравнително успешен и способен император преди окончателното падане на Западната Римска империя. Неговото управление бележи кратък период на възстановяване за държавата, предшестван и последван от години на анархия, междуцарствие и разорение.
През 457 и 458 г. Майориан потушава бунта на гало-римските благородници, избухнал в Галия след свалянето на Авит от трона. Воюва с алеманите в Северна Италия и разгромява вестготите в Южна Галия при Арелат, днешен Арл. По-късно Майориан изгонва вандалите, нахлули в Кампания, и започва подготовката на мащабни военни действия срещу вандалския крал Гизерих, който се бил укрепил в Северна Африка и нападал Рим по море.
През 459 г., начело на германски и хунски наемни войски, императорът провежда успешен поход срещу вестготите в Галия и Испания, които макар временно и частично, са възвърнати под контрола на Западната Римска империя. Победените вестготи отново се признават, макар и формално, за федерати под върховната власт на Рим и са задължени да осигурят военна помощ за планирания десант на Майориан срещу вандалското кралство.
Междувременно Майориан издава редица закони, забраняващи използването на рушащи се обществени сгради като безплатен строителен материал, реформира данъчното облагане, създава гражданска служба, която да следи настроенията на населението и да информира императора за административни злоупотреби.
Пред 460 г. планираният поход срещу вандалите бива осуетен, след като варварски шпиони саботират римския флот, събран в пристанището на Нови Картаген, Испания. Корабите са унищожени в пожар, което води до прекратяването на експедицията. Събраната войска от варварски наемници се оказала фатална опасност за самия император, настроена зле заради неговия провал. Рицимер, който никак не одобрявал твърде енергичния владетел, използвал тази възможност за да организира свалянето и ареста му от войниците през лятото на 461 година при завръщането му в Италия. Майориан умира в тъмницата от дизентерия или е екзекутиран.